# Literatura gallega del Rexurdimento
El Rexurdimento fue un movimiento social, literario e intelectual, localizado en el tiempo en la segunda mitad del siglo XIX. Vería su inicio este período de la literatura gallega en 1863, con la publicación del poemario de Rosalía de Castro Cantares Gallegos. Su final, sin embargo, habría que situarlo en la década de 1880. 
Cuando hablamos del Rexurdimento literario, nos estamos refiriendo sobre todo a un movimiento poético, puesto que la prosa y el teatro aparecerán más tarde.

## Contexto histórico y cultural

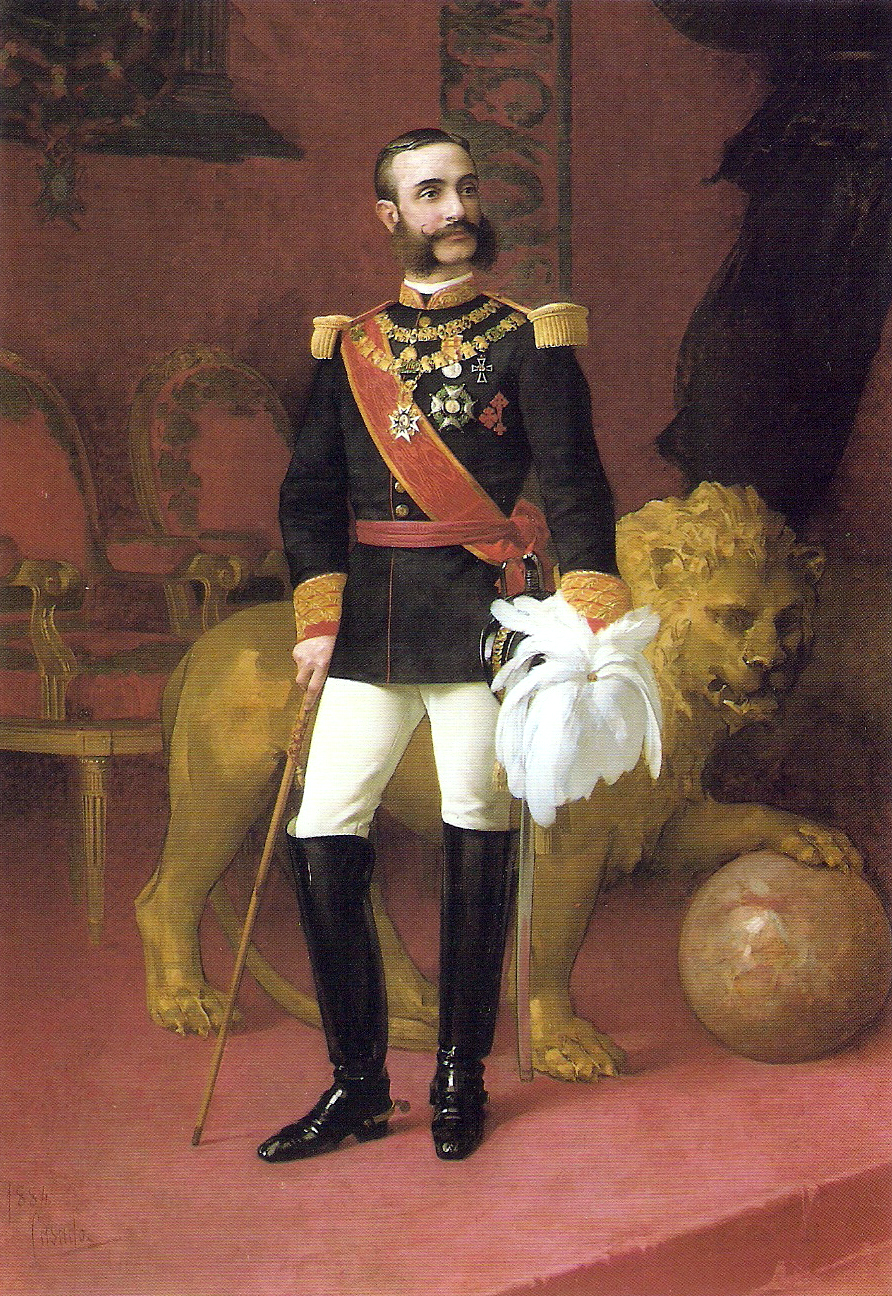
Con Alfonso XII vuelven al reinado los Borbones

El Rexurdimento, como la segunda fase del Prerrexurdimento, surge por influencia del ideal romántico, lo cual llega con retraso a Galicia. Fruto de las ideas derivadas del Romanticismo y de la Revolución Francesa, se extenderá por toda Europa un sentimiento de afirmación nacional, que se culminará en la independencia de países como Grecia, Bélgica o Polonia (pese a que la independencia de este último Estado fue muy breve). En territorios como Occitania o la propia Galicia, sin embargo, esta corriente permaneció en su inicio sólo en la reivindicación y defensa de las lenguas y culturas propias. 
Sólo cinco años después de la publicación de Cantares Gallegos (1863), de Rosalía de Castro, tiene lugar en España la Revolución Liberal de 1868, que culminó en el exilio en Francia de la reina Isabel II. Y es que fue esta una época de gran agitación política. En 1869, los republicanos federales de Galicia y Asturias firman el Pacto de la Coruña y, en 1872 tiene lugar en Ferrol un levantamiento republicano. En 1870, Amadeo de Saboya sube al trono de España, pero abdicará en 1873. 
De hecho, la proclamación de la Primera República tuvo lugar en 1873, pero solo durará unos meses (concretamente once). En 1874, el pronunciamiento del general Martínez Campos provocará la restauración borbónica y la consecución de la corona por parte de Alfonso XII (guiado por el conservador Cánovas del Castillo). 

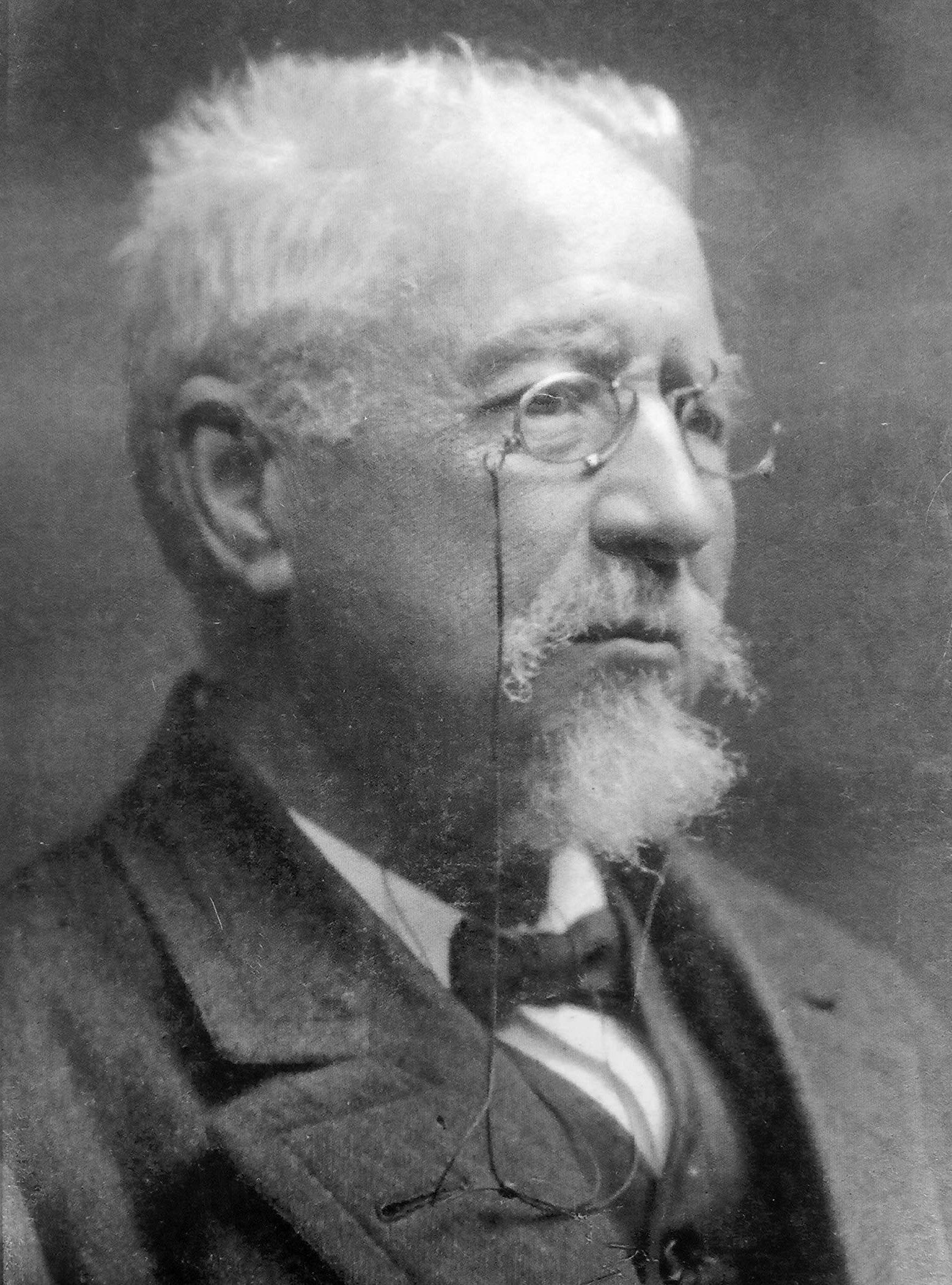
El historiador Manuel Murguía

En cuanto al galeguismo (fundamental en el desarrollo literario del Rexurdimento), se ha de decir que el Provincialismo de la década de 1840 morirá para dejarle paso al Regionalismo, antecedente directo del Nacionalismo. Y se decía arriba qué el Regionalismo fue fundamental para el desarrollo de la literatura gallega en esta época, no solo porque esta fue cultivada mayoritariamente por regionalistas o personas vinculadas a este movimiento, sino porque fue el propio ideal regionalista lo que propició el ambiente necesario para su desarrollo. Además, la literatura se convertía en el instrumento idóneo para llevar a tenérmelo la dignificación del idioma y de la región que perseguían los regionalistas. 
Por otra parte, en esta época proliferarán los Juegos Florales por toda la geografía gallega, los cuales son de vital importancia para el progreso de este movimiento literario. 
Finalmente, es de destacar el hecho de que va a ser en este momento cuando surjan los primeros estudios historiográficos sobre Galicia (subrayando entre todos ellos los trabajos de Benito Vicetto y los de Manuel Murguía). A partir de este momento (y sobre todo a partir de Manuel Murguía), surgirá el movimiento del celtismo, lo cual anega e influye fuertemente la poesía de Eduardo Pondal.

## La poesía del Rexurdimento
Cuando hablamos de la literatura del Rexurdimento, nos estamos refiriendo fundamentalmente a la poesía. Y es que el Rexurdimento es un movimiento fundamentalmente lírico, ya que tanto la narrativa como el teatro gallego van a aflorar a partir de la década de 1880 (al fin del Rexurdimento y al inicio del período intersecular). Estos dos géneros, pues, van a vivir su (re)nacimiento con casi veinte años de retraso con respeto a la poesía.
Debido a las características del género, los regionalistas consideraban la lírica como el más idóneo para la literaturización del idioma y la dignificación de la lengua. 
Normalmente, tendió a decirse que los autores del Rexurdimento parten completamente de cero, carentes de una tradición literaria culta, y con base en la literatura popular (la única tradición que conocerían estos poetas). Mas, en realidad, habría que matizar esto. Sí es cierto que los escritores del Rexurdimento desconocían la lírica profana trovadoresca y gran parte de la prosa medieval, pero sí sabían de la lírica religiosa y de la galaico-castellana. De hecho, uno de los argumentos más utilizados entre los regionalistas (sobre todo por Manuel Murguía) para defender la validez literaria (y no sólo) de la lengua gallega radicaba en el hecho de recordarle a los gallegos que en su idioma trobó Alfonso X (uno de los más prestigiosos reyes castellanos) o Macías o Namorado (poeta gallego, una de las figuras más importantes de la lírica gallego-castellana).
Y, por otra parte, si los poetas del Rexurdimento recurren a la literatura popular para crear sus textos, esto no es más que un efecto del ideal romántico. Según el Romanticismo (y esta idea va a ser seguida y fomentada por Manuel Murguía), la literatura (y no sólo) debía recoger en sí el Volkgeist, el "espíritu del pueblo". Debía ser una literatura hecha para el pueblo y a partir del pueblo. De ahí se desprende el gusto popularizante de los poetas de esta época. Por este motivo, muchos de los autores de esta época se dedicarán a recoger cuentos y cantar populares (Xosé Pérez Ballesteros, Uxío Carré Aldao...) 

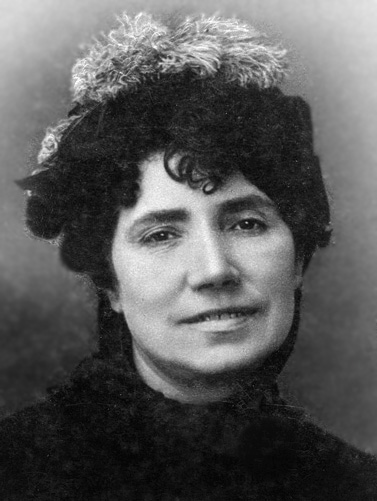
Con Rosalía de Castro comienza el Rexurdimento pleno

Y de la literatura popular surgirá, precisamente, el libro con el que se inicia esta etapa del Rexurdimento, los Cantares Gallegos (1863), de la autoría de Rosalía de Castro. Este poemario será la primera obra del XIX escrita íntegramente en gallego, de ahí su importancia. A la par, las composiciones que la forman poseen una gran calidad lírica. Decíamos que se trata de un libro que surge de la poesía popular porque esta será la "base" de los poemas que lo componen. Rosalía de Castro, para su elaboración, tomó como base versos de cantares populares gallegos (de ahí el nombre del título), los cuales aparecerán glosados. Mas Rosalía no fue una recolectora de cántigas (cómo Pérez Ballesteros), sino que elaboró a partir de estos cantares composiciones completamente originales. 
Mas Cantares Gallegos no fue tan sólo un poemario de alto nivel, sino que es toda una defensa de Galicia y de su lengua, expresada de forma clara en el prólogo de la obra. Estos dos factores fueron los principales provocadores (al otro lado del poema conocido como Castellanos de Castilla) de la polémica con la que fue acogida tanto fuera de Galicia como entre los sectores conservadores gallegos. 
Aun así, el Rexurdimento ya estaba en marcha. Así, en 1875 Valentín Lamas Carvajal publica sus Diez Cartas ôs Gallegos y Espiñas, Follas y Froles. En 1877 Manuel Curros Enríquez gana un certamen litetario en Orense con tres poemas que ya pasaron a la historia de las letras gallegas y que formaron parte posteriormente de los Aires da miña terra (1880). También en 1877 publicaba Eduardo Pondal la obra bilingüe Rumores de los Pinos, claro ensayo para Queixumes dos pinos (1886), y en 1880 Rosalía de Castro daba al prelo (después de varios intentos) el poemario más logrado del Rexurdimento: Follas Novas. 

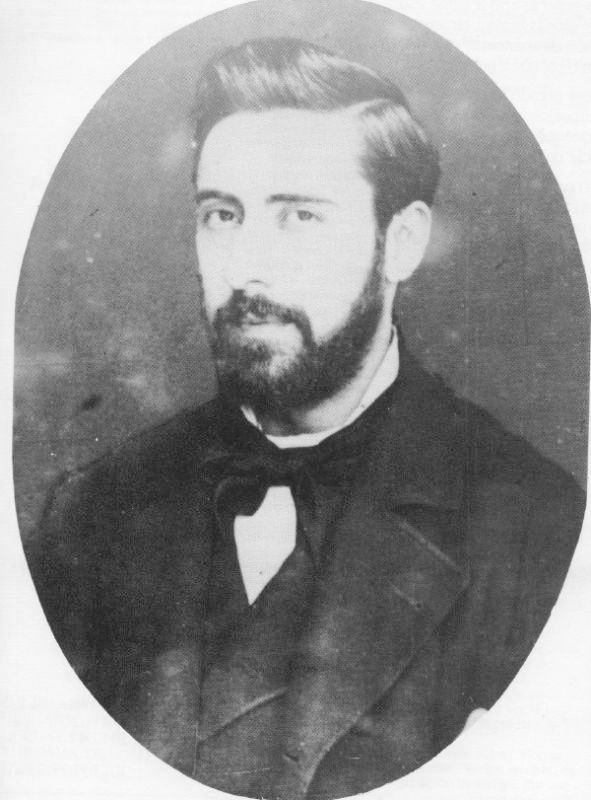
Retrato de Manuel Curros Enríquez

La poesía gallega contó en esta etapa, por otra parte, con tres grandes maestros, que no son otros que Rosalía de Castro, Manuel Curros Enríquez y Eduardo Pondal. A esta tríada, podría unirse Valentín Lamas Carvajal. Hablamos de grandes maestros del Rexurdimento porque serán estos poetas los que influyan al resto de escritores tanto de esta época como de tiempos posteriores. Además, el éxito de estos cuatro autores entre sus contemporáneos (exceptuando tal vez a Pondal, puesto que, pese a ser apreciado entre los intelectuales, su éxito entre el público popular no fue precisamente grande) llegó incluso el punto de que muchos de sus poemas habían sido musicados por los compositores gallegos más conocidos (Xan Montes, Xosé Baldomir, Xosé Castro "Chané", Pascual Vega...). 
Por otra parte, en este período del Rexurdimento surgirá la necesidad de la revisión (y creación) de los mitos gallegos, con la finalidad de crear un imaginario propio para Galicia. Y la poesía y más la historiografía, se prestaban especialmente para esta labor. Así, Manuel Murguía difundió la idea de que el fondo étnico del pueblo gallego proviene de los celtas, antiguos moradores del territorio gallego. Esta corriente recibió el nombre de celtismo, y será defendida por los intelectuales de la Cova Céltica. Esto será determinante para la literatura, puesto que la poesía de Eduardo Pondal estará marcada profundamente por el celtismo, aunque este celtismo está influido por el ossianismo de McPherson y más por una cierta tendencia helenizante, derivada de la formación clásica de Pondal. 

Además, había que elaborar el gran canto épico gallego, la gran epopeya del pueblo gallego. Y esa labor, en teoría, recayó en Eduardo Pondal. Este escritor es, pues, el autor de Os Eoas, canto épico en el que se narra el descubrimiento de América, y que estaría inspirado en obras como Os Lusíadas de Luís de Camões o la Jerusalén Liberada de Torquato Tasso. De todas formas, esta obra acabó inconclusa y no tuvo una edición definitiva hasta el año 2005. 

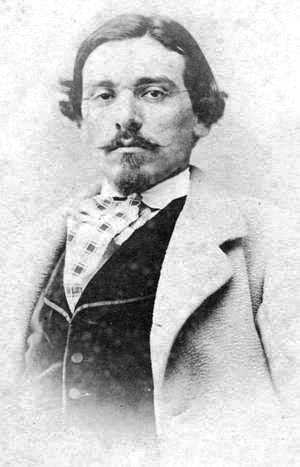
Eduardo Pondal

Por este motivo, habrá que aguardar incluso al período intersecular para que Galicia tenga su primero canto épico "completo", y este no será otro que Os Calaicos (1895) de Florencio Vaamonde Lores. 
Finalmente, hace falta hacer alusión a los poetas del Rexurdimento. Según Ricardo Carvalho Calero, en su Historia da Literatura Galega Contemporánea de 1963, los autores de esta época podrían dividirse en dos grupos: 
- Diádocos: son los poetas más próximos a los tres grandes maestros del Rexurdimento, ora por ser "compañeros de edad" de Rosalía de Castro, Manuel Curros Enríquez y Eduardo Pondal; ora por publicar de manera contemporánea a esta tríada de maestros. El propio Carvalho reconoce que se trata de un "criterio flexible", puesto que la fecha de nacimiento de Eduardo Pondal (1835) dista dieciséis años de la de Manuel Curros Enríquez (1851), y el acontecimiento de la muerte de Rosalía de Castro (1885) tuvo lugar veintidós años antes que la del poeta de la Puenteceso (1917). Algunos de estos diádicos son: Galo Salinas, Xoán Cuveiro Piñol, Emilio Álvarez Giménez...

- Epígonos: son los escritores que siguen sin ningún tipo de aportación esencial a obra poética (temas, estilo...) de Rosalía de Castro, Manuel Curros Enríquez y Eduardo Pondal. Se trataría de autores nacidos entre 1860 y 1870, entre los que encontramos a: Manuel Lugrís Fraile, Manuel Lago González, Francisco Álvarez de Nóvoa...

## La prosa y el teatro del Rexurdimento

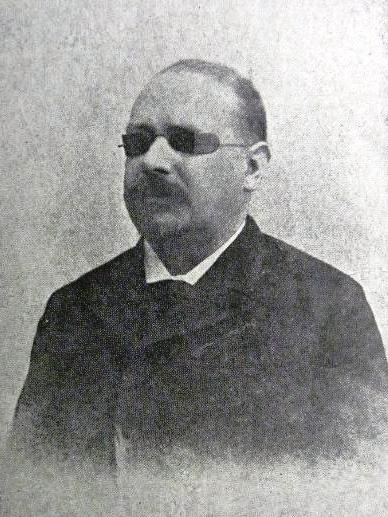
Valentín Lamas Carvajal fundó el primero semanario en gallego.

Estos dos géneros participan tarde de este movimiento o, lo que es lo mismo, surgen cuando el Rexurdimento está dando sus últimos coletazos. De hecho, los parecen más apropiado hablar del "rexurdimento de la prosa" que de la "prosa del Rexurdimento". Por lo que al teatro respeta, este presenta una particularidad esencial con respeto a la poesía y a la prosa. En esta época surgirá, a partir de 1882, el teatro gallego para minorías, aunque ya existía con anterioridad un teatro gallego popular, que viene desde los Siglos Oscuros (véase  Literatura gallega de los Siglos Oscuros) y que no fue interrumpido en ningún momento. De hecho, esta dramática de corte popular sólo sufrirá una especie de crisis a partir de 1867. En este año, como señala Manuel F. Vieites, el Gobernador de la La Coruña publicó en el Boletín de la Provincia una Real Orden de Isabel II que prohibía llevar a la escena piezas escritas en otra lengua que no fuera el español, sino que tenían que ser, por lo menos, bilingües. Aun así, autores como Laura Tato Fontaíña apuntan que este hecho apenas tuvo repercusión en este teatro, el cual continuó a existir hasta finales del siglo XIX. 
Debido la este surgimiento tardío de la prosa y de la dramática, y a la particularidad periódica de estos dos géneros con respeto a la poesía, consideramos oportuno tratar la prosa y el teatro de finales del siglo XIX dentro de la literatura gallega del período intersecular. 
- Datos: Q3394868